# Matt Freeman
Roger Matthew Freeman, detto Matt, noto anche con lo pseudonimo di Matt McCall (Albany, 23 aprile 1966), è un bassista statunitense.
È conosciuto specialmente per le sue performance di basso con i gruppi punk rock Operation Ivy e Rancid. Negli Op Ivy assunse il nome d'arte Matt McCall, datogli da Jesse Michaels, cantante dell'omonima band, che prese spunto dalla serie tv Un giustiziere a New York, allora trasmessa negli Stati Uniti. Matt è dotato di una tecnica particolarmente sviluppata, inusuale nella scena punk, spiccando tra i bassisti di tale genere.

## Biografia
Matt Freeman è nato il 23 aprile del 1966 ad Albany, una periferia operaia situata fra Berkeley e El Cerrito. Conobbe Tim Armstrong all'età di soli 5 anni. I due stettero insieme nella Little league e successivamente frequentarono la stessa scuola media (Albany Middle School) e superiore (Albany High School). Matt suonava la tromba da bambino, e più tardi imparò a suonare il trombone, entrando in un gruppo Jazz. Suo fratello Andrew gli insegnò a suonare la chitarra, e successivamente il basso. Conobbe il punk quando Armstrong gli fece ascoltare una cassetta di gruppi punk datagli dal fratello maggiore, e i due cominciarono a suonare insieme.
Fu membro di una serie di gruppi, il primo dei quali fu Basic radio che si sciolse alla fine del 1986, inizio 1987. Nel maggio 1987, Freeman e Armstrong formarono gli Operation Ivy. Quando nel maggio 1989 il gruppo si sciolse, formarono un nuovo gruppo, i Downfall, con gli stessi membri - tranne uno - degli Operation Ivy ed altre due persone. I Downfall registrarono un album di 10 pezzi che non fu mai pubblicato, e si sciolsero.
Freeman e Armstrong allora formarono i Generator, che fecero parecchi concerti, ma non registrarono nulla. Dopo ciò Matt Freeman suonò con il gruppo punk politico MDC per circa un anno.
Dopo gli Operation Ivy, Armstrong e Freeman formarono la ska band "The Dance Hall Crashers", che lasciarono poco tempo dopo la sua formazione. La band andò avanti, raggiungendo un moderato successo negli anni novanta.
Entrò nel gruppo nel 1991. Nel 1992 Freeman e Armstrong reclutarono il batterista Brett Reed e formarono i Rancid. I Rancid sono tuttora un gruppo di successo. Ritenne i Rancid il gruppo principale solo quando Armstrong gli dimostrò di sapersi controllare con l'alcool. Lars Frederiksen, chitarrista degli UK Subs, entrò nel gruppo nel 1992. La loro collaborazione continuò anche con i Transplants, un side project di Armstrong, dove Freeman diede il proprio contributo suonando il basso su alcuni pezzi.
Suonò anche con gli Shaken 69 formatisi nel 94/95 e con gli Auntie Christ formatisi nel '96.
Un altro dei suoi gruppi principali furono i Devil's Brigade, un gruppo Rockabilly, che ricorda i Rancid.
Durante la pausa dei Rancid nel 2004, Freeman sostituì il bassista John Maurer dei Social Distortion prima dell'uscita dell'album Sex, Love and Rock 'n' Roll. Suonò per poco con loro e fu sostituito dal bassista Brent Hardin all'inizio del 2005.
Dopo aver lasciato i Social Distortion, a Matt Freeman fu diagnosticato un cancro nel maggio 2005 che si rivelò poi benigno e non mortale per la sua salute. Per questo, dopo essere stato fumatore per 20 anni, smise di fumare. Imparò a suonare il mandolino e con le sue mani si diede da fare, come possiamo ascoltare nel gruppo Lars Frederiksen and the Bastards.

## Strumenti
Durante la maggior parte della sua carriera Matt Freeman ha utilizzato un basso Fender Precision Bass. Nei video promozionali dell'ultimo album dei Rancid, Indestructible, lo vediamo esibire una versione color panna dello strumento che lo ha sempre accompagnato; nel live 2008 PunkSpring invece, suona con un basso artigianale, con la scritta luccicante Matt Freeman sulla tastiera, forma tipo Rickenbacker e come pick-up uno split-coil.